# Iglesia de Nuestra Señora de la Bonanova
La iglesia de los Santos Gervasio y Protasio y Nuestra Señora de la Bonanova (en catalán: església dels Sants Gervasi i Protasi i de la Mare de Déu de la Bonanova) es un templo católico situado en la plaza de la Bonanova, en el distrito de Sarriá-San Gervasio de Barcelona. Fue construida entre 1942 y 1962, obra de Josep Danés en estilo neorrenacentista, terminada a la muerte de este por Joaquim Porqueras Bañeres. Pertenece al arciprestazgo de San Gervasio.

## Historia

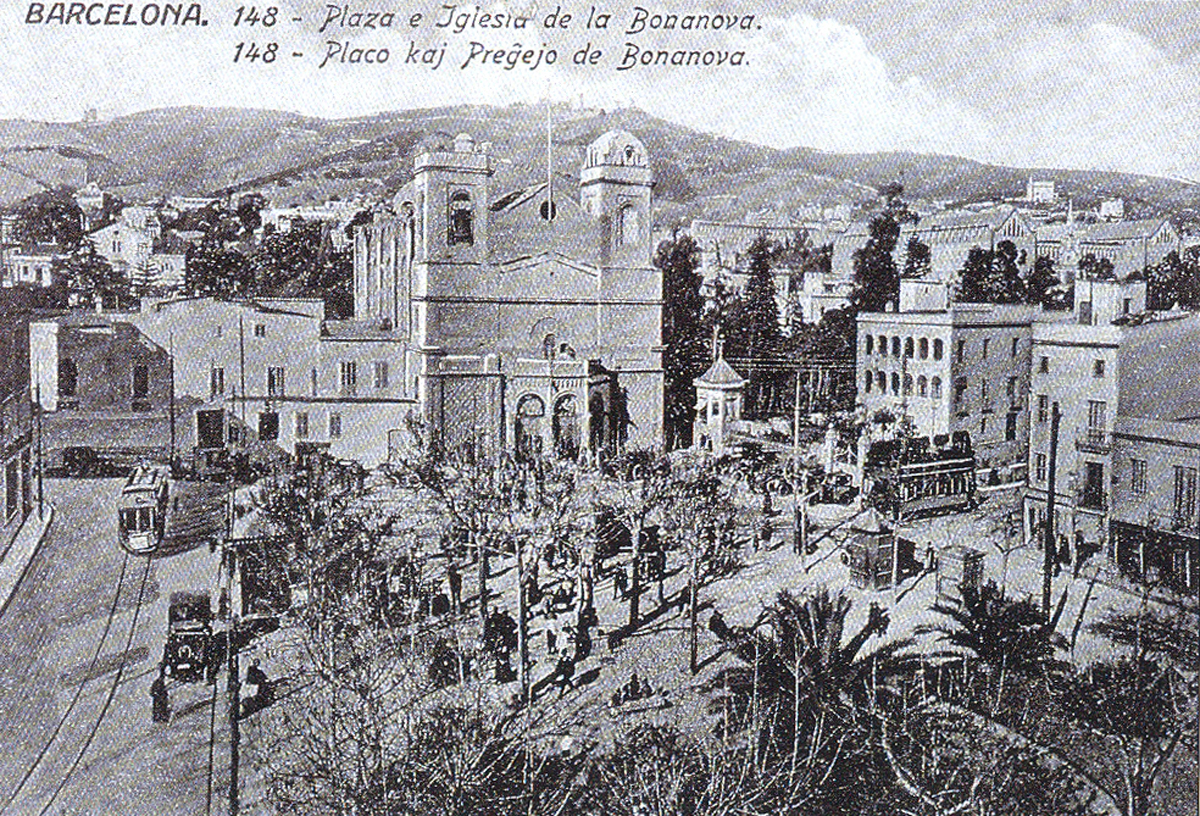
Foto histórica de la antigua iglesia de la Bonanova

En la actual ubicación de la iglesia hay noticias de una capilla dedicada a los santos Gervasio y Protasio desde el siglo X, situada en un lugar denominado Creu Trencada, en el cruce de los caminos de Sarriá a Horta y de Barcelona a Collserola. Este fue el núcleo de la villa de San Gervasio de Cassolas, un antiguo municipio que fue agregado a Barcelona en 1897. En el siglo XIII se construyó una nueva iglesia, de estilo románico, que en 1245 adquirió la categoría de parroquia. La construcción del templo medieval fue patrocinada por el noble Pere de Montjuïc, y fue su primer párroco su hermano, Arnau de Montjuïc. La antigua iglesia era pequeña, pero suficiente para dar servicio a los alrededor de 200 habitantes de la villa.
En el siglo XVII se introdujo la devoción a la Virgen de los Afortunados o de la Bonanova («buena nueva»), que fue desplazando a la de los hermanos mártires. Durante la Guerra de Sucesión la iglesia fue saqueada, en 1706 y 1714. En el siglo XVIII se construyeron diversos altares y capillas laterales, como las de san Vidal, del Rosario y de la Purísima Concepción.
En el siglo XIX el aumento de la población llevó a ampliar la iglesia y a efectuar diversas reformas, realizadas por el arquitecto Josep Ràfols entre 1842 y 1847, en estilo neoclásico; en 1856 se edificaron dos campanarios y, en 1862, se añadió un reloj a uno de los campanarios. En 1876 se hizo una nueva ampliación y diversas reformas, efectuadas en estilo neomudéjar por José Vilaseca: se amplió el camarín, realizado con planta octogonal y con cimborrio, y se construyó una sacristía y una biblioteca. En 1883, el papa León XIII proclamó a la Virgen de la Bonanova copatrona de la villa de San Gervasio. En 1889 se reformó el campanario, y se instalaron nuevas vidrieras, un coro y un órgano. El 8 de septiembre de 1900 se produjo la coronación canónica de la imagen de la Virgen de la Bonanova, a cargo del obispo de Barcelona, José Morgades, y el sacerdote y poeta Jacinto Verdaguer escribió un himno en su honor.
Durante el tiempo de rectoría del párroco Santiago Estebanell (1906-1916), se organizaron en la iglesia numerosas actividades sociales, como una escuela nocturna obrera, un consultorio médico parroquial y un casal infantil, y se celebraron diversos Juegos florales, en los que participaron poetas como Josep Carner. En 1936, al inicio de la Guerra Civil, la iglesia fue destruida, y su párroco, Lluís Xiró i Roig, asesinado. En 1942 se inició la construcción del nuevo templo, obra de Josep Danés Torras; a su fallecimiento en 1955 las obras fueron continuadas por Joaquim Porqueras Bañeres, hasta su finalización en 1962.

## Descripción

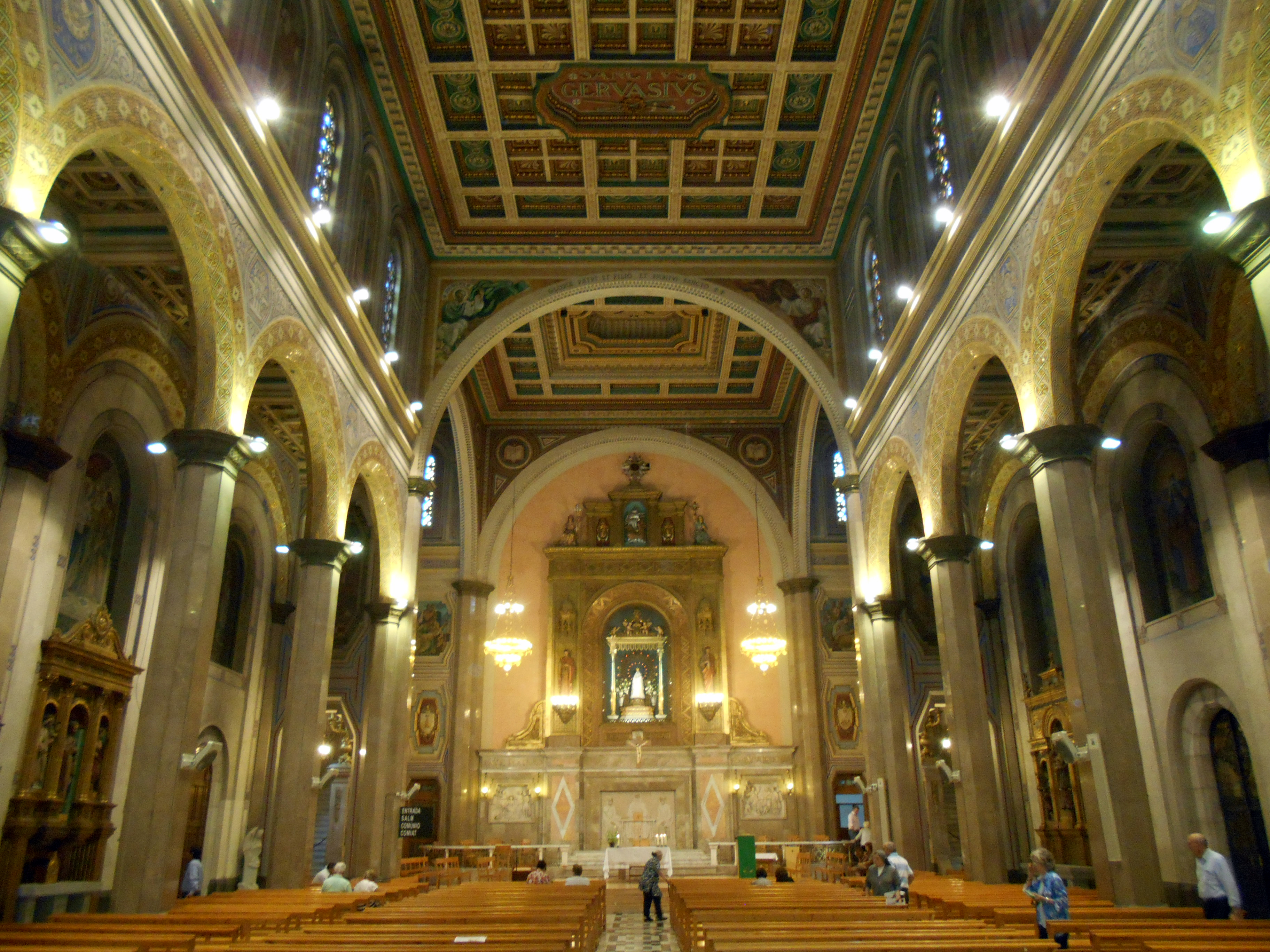
Interior de la iglesia

Durante la posguerra española se restauraron numerosas iglesias destruidas o dañadas en el transcurso de la Guerra Civil, al tiempo que se creaban otras nuevas, la mayoría en un estilo neorrenacentista de inspiración florentina, continuador de la línea iniciada por Nicolau Maria Rubió i Tudurí en los años 1920 en el seno del novecentismo catalán. Algunos exponentes serían la iglesia del convento de los Capuchinos de Sarriá (1940-1944), de Pere Benavent de Barberà; la iglesia de Nuestra Señora de los Ángeles (1942-1957), del mismo Josep Danés i Torras; la iglesia del Perpetuo Socorro (1950), de Joaquim Porqueras Bañeres; y la iglesia de San Miguel de los Santos (1950-1963), de Antoni Fisas, además de la iglesia de Nuestra Señora de la Bonanova.
Josep Danés i Torras formó parte de la segunda generación novecentista, surgida tras la contienda civil, la cual entroncó con el clasicismo arquitectónico de los años 1920, en contraposición al vanguardismo racionalista practicado durante la Segunda República. Influido por la arquitectura popular catalana, estudió en profundidad la tipología de la masía o casa solariega catalana. Además de la iglesia de Nuestra Señora de la Bonanova, construyó en Barcelona la iglesia de Nuestra Señora de los Ángeles (1942-1957), situada en la calle de Balmes 78 (esquina Valencia), con ciertas reminiscencias del art déco. Otras obras suyas son: la fachada de la iglesia de Nuestra Señora del Tura, en Olot (1929); la iglesia parroquial de Ribas de Freser (1940); el Santuario de Nuria (1928-55) y la estación del Cremallera (1930) del mismo lugar; las casas Farjas (1922) y Plana (1927) en Olot; y la masía Mariona (1931) en Mosqueroles.
La iglesia de la Bonanova está inspirada en las basílicas paleocristianas, con una clara influencia de la basílica de Santa María la Mayor de Roma. La fachada presenta un pórtico sobre escalinata con ocho columnas corintias, sobre el que se sitúa un entablamento con la inscripción Ave Gratia Plena Dominus Tecum; sobre este se halla un cuerpo superior con cinco ventanales de arco de medio punto, dos de ellos con las imágenes de los santos Gervasio y Protasio, rematado por un frontón y una cruz. A los costados del cuerpo central se encuentran el campanario, a la izquierda, con un reloj en cada uno de sus cuatro costados; y, a la derecha, una torre octogonal rematada por una cúpula acampanada y una rosa de los vientos. El interior presenta tres naves separadas con arcadas de medio punto, con capillas laterales, y un techo de artesonado. Está decorado con mosaicos de Lluís Bru y esgrafiados y pinturas de Francesc Labarta. Tiene una capilla adyacente dedicada al Santísimo, donde destaca un mosaico de la Santa Cena de Josep Obiols.